# SLAMF9
SLAMF9 (англ. SLAM family member 9) – білок, який кодується однойменним геном, розташованим у людей на 1-й хромосомі. Довжина поліпептидного ланцюга білка становить 289 амінокислот, а молекулярна маса — 32 436.
| 10         |  | 20         |  | 30         |  | 40         |  | 50         |
| ---------- |  | ---------- |  | ---------- |  | ---------- |  | ---------- |
| MCAFPWLLLL |  | LLLQEGSQRR |  | LWRWCGSEEV |  | VAVLQESISL |  | PLEIPPDEEV |
| ENIIWSSHKS |  | LATVVPGKEG |  | HPATIMVTNP |  | HYQGQVSFLD |  | PSYSLHISNL |
| SWEDSGLYQA |  | QVNLRTSQIS |  | TMQQYNICVY |  | RWLSEPQITV |  | NFESSGEGAC |
| SMSLVCSVEK |  | AGMDMTYSWL |  | SRGDSTYTFH |  | EGPVLSTSWR |  | PGDSALSYTC |
| RANNPISNVS |  | SCPIPDGPFY |  | ADPNYASEKP |  | STAFCLLAKG |  | LLIFLLLVIL |
| AMGLWVIRVQ |  | KRHKMPRMKK |  | LMRNRMKLRK |  | EAKPGSSPA  |  |            |

A: Аланін

C: Цистеїн

D: Аспарагінова кислота

E: Глутамінова кислота

F: Фенілаланін

G: Гліцин

H: Гістидин

I: Ізолейцин

K: Лізин

L: Лейцин

M: Метіонін

N: Аспарагін

P: Пролін

Q: Глутамін

R: Аргінін

S: Серин

T: Треонін

V: Валін

W: Триптофан

Задіяний у такому біологічному процесі, як альтернативний сплайсинг. 
Локалізований у мембрані.